# كونراد ليتش
كونراد ليتش (بالإنجليزية: Conrad Leach)‏ هو رسام بريطاني، ولد في 22 نوفمبر 1965 في كانتربيري في المملكة المتحدة.

## وصلات خارجية
- الموقع الرسمي